# دتش ماير
دتش ماير (بالإنجليزية: Dutch Meier)‏ هو لاعب كرة قاعدة أمريكي، ولد في 30 مارس 1879 في سانت لويس في الولايات المتحدة، وتوفي في 23 مارس 1948 في شيكاغو في الولايات المتحدة.

## وصلات خارجية
- دتش ماير على موقعبيزبول رفرنس.كوم (الدوري الرئيسي) (الإنجليزية)